# John Dent
John Robin Dent (* 15. Februar 1938) ist ein ehemaliger britischer Biathlet und Skilangläufer.
John Dent nahm erstmals 1962 an Biathlon-Weltmeisterschaften teil. In Hämeenlinna belegte er den 24. Platz. Im Jahr darauf wurde er in Seefeld in Tirol 22. des Einzels. Karrierehöhepunkt wurde die Teilnahme an den Olympischen Winterspielen 1964 in Innsbruck, wo er im Biathlon und Skilanglauf antrat. Im Biathlon-Einzel erreichte Dent als bester britischer Teilnehmer den 29. Platz, mit John Moore, David Rees und Roderick Tuck wurde er in der 4-mal-10-Kilometer-Langlaufstaffel 14. An weiteren Großereignissen nahm Dent nicht mehr teil.

## Statistiken
Olympische Winterspiele
|                                           | Einzelwettbewerbe |
| Einzel                                    |                   |
| ----------------------------------------- | ----------------- |
| Olympische Winterspiele 1964 \| Innsbruck | 29.               |

Biathlon-Weltmeisterschaften
| Weltmeisterschaften | Weltmeisterschaften | Einzelwettbewerbe |
| Jahr                | Ort                 | Einzel            |
| ------------------- | ------------------- | ----------------- |
| 1962                | Hämeenlinna         | 24.               |
| 1963                | Seefeld             | 22.               |